# اورگان (بروجن)
اِورگان روستایی واقع در استان چهارمحال و بختیاری از توابع بخش بلداجی شهرستان بروجن می‌باشد که به مرکزیت نگین گردشگری استان یعنی منطقه چغاخور شهره است.
فاصله اورگان تا شهرستان بروجن حدود ۴۵ کیلومتر و تا شهرکرد مرکز استان ۶۸ کیلومتر می‌باشد. طبق سرشماری سال ۱۳۸۵ جمعیت روستای اورگان ۳۸۳۴ نفر و شغل ساکنین این روستا عمدتاً کشاورزی، باغداری، دامپروری و همچنین فعالیت در مشاغل آزاد و دولتی است.
در رابطه با نظام ملوک الطوایفی، مردم این روستا از تیره اَورگونی طایفه زراسوند دورکی از شاخه هفت لنگ ایل اصیل بختیاری هستند.

## جمعیت
این روستا در دهستان چغاخور قرار داشته و براساس آخرین سرشماری مرکز آمار ایران که در سال ۱۳۸۵ صورت گرفته، جمعیت این روستا ۳۸۳۴ نفر بوده است.
مردم این دهستان از ایل بختیاری طایفه زراسوند دورکی شامل تیره های (اَورگونی یا چغاخورنشین)، (کاید)، (باپیر) است که بیشترین جمیعت را تیره اَورگونی (چغاخورنشین) به خود اختصاص داده است. و به زبان لری بختیاری صحبت می‌کنند.